# 小行星3457
小行星3457（3457 Arnenordheim）是一颗绕太阳运转的小行星，为主小行星带小行星。该小行星于1985年9月5日发现。

## 轨道参数
小行星3457的轨道半长轴为2.8533898 UA，离心率为0.056。